# E121
La ruta europea E121 és una carretera que forma part de la Xarxa de carreteres europees. Comença a Samara (Rússia) i finalitza a la frontera de l'Iran. Té una longitud aproximada de 2700 km.
Té una orientació de nord a sud. La carretera passa pels països de Rússia, Kazakhstan i Turkmenistan.